# Narauli
Narauli (o Narauly) è una suddivisione dell'India, classificata come nagar panchayat, di 16.682 abitanti, situata nel distretto di Moradabad, nello stato federato dell'Uttar Pradesh. In base al numero di abitanti la città rientra nella classe IV (da 10.000 a 19.999 persone).

## Geografia fisica
La città è situata a 28° 30' 0 N e 78° 43' 0 E e ha un'altitudine di 185 m s.l.m..

## Società

### Evoluzione demografica
Al censimento del 2001 la popolazione di Narauli assommava a 16.682 persone, delle quali 8.879 maschi e 7.803 femmine. I bambini di età inferiore o uguale ai sei anni assommavano a 3.118, dei quali 1.601 maschi e 1.517 femmine. Infine, coloro che erano in grado di saper almeno leggere e scrivere erano 4.173, dei quali 2.746 maschi e 1.427 femmine.